# テイラー・ルール

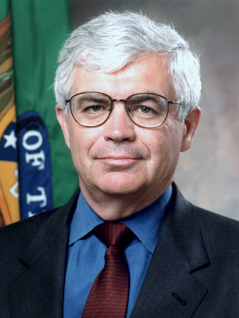
ジョン・ブライアン・テイラー

テイラー・ルール（英: Taylor rule）とは、ジョン・ブライアン・テイラーが1993年に提唱した、実質金利とインフレ率と産出量ギャップに基づき適切な政策金利を決める方程式のこと。実質金利が高まった場合、インフレ率がインフレターゲットよりも高まった場合、ギャップが大きくなった場合は、政策金利（実質金利）を上げなくてはいけないという考え方に基づく。
テイラー・ルールは、単に連邦準備制度（FRB）の実際の行動をもとに導き出した理論であり、FRBがこのルールに拘束されて政策を決定しているわけではない。その当否を巡っては論争があるが、中央銀行の政策指針に影響を与えている。

## 方程式
テイラーのオリジナルの論文では、望ましい政策金利（フェデラル・ファンド金利などの名目金利） {\displaystyle i_{t}} は、次式で与えられる。
```

  

    

      

        

          
i

          

            
t

          

        

        
=

        

          
π

          

            
t

          

        

        
+

        

          
r

          

            
t

          

          

            
∗

          

        

        
+

        

          
a

          

            
π

          

        

        
(

        

          
π

          

            
t

          

        

        
−

        

          
π

          

            
t

          

          

            
∗

          

        

        
)

        
+

        

          
a

          

            
y

          

        

        
(

        

          
y

          

            
t

          

        

        
−

        

          

            

              

                
y

                
¯

              

            

          

          

            
t

          

        

        
)

      

    

    
{\displaystyle i_{t}=\pi _{t}+r_{t}^{*}+a_{\pi }(\pi _{t}-\pi _{t}^{*})+a_{y}(y_{t}-{\bar {y}}_{t})}

  

```

ここで {\displaystyle \pi _{t}} はインフレ率（論文ではGDPデフレーター）、{\displaystyle \pi _{t}^{*}} は望ましいインフレ率、{\displaystyle r_{t}^{*}} は実質金利（自然利子率）、{\displaystyle y_{t}} は実際の国内総生産（GDP）の自然対数、{\displaystyle {\bar {y}}_{t}} は潜在産出量の自然対数である（正確には論文では {\displaystyle y_{t}-{\bar {y}}_{t}} は産出量ギャップの%表記だが、ln(1+x) = x のマクローリン展開の近似を使い、%表記を止めれば同じ）。定数 {\displaystyle a_{\pi }}、{\displaystyle a_{y}} は正の値を取る。テイラーの1993年の論文では {\displaystyle \pi _{t}^{*}=2\%}, {\displaystyle r_{t}^{*}=2\%}, {\displaystyle a_{\pi }=0.5}, {\displaystyle a_{y}=0.5} である。テイラーの1999年の論文では {\displaystyle a_{y}=1} に変わっている。米国の均衡実質金利 {\displaystyle r_{t}^{*}} は1993年当時とその後では大きく変わっており、ニューヨーク連邦準備銀行が推計値を公開している。
アトランタ連邦準備銀行はこの計算式を米国に適用した結果を公開している。色々なバリエーションを作っているが Chart の Alternative 3 が、ほぼ1993年のオリジナルの計算式である。ただし、インフレ率としてGDPデフレーターではなくコアPCE物価指数を使っているなど細かい違いはある。
下記のように、方程式は左辺を {\displaystyle i_{t}-\pi _{t}} にして政策金利を実質金利にすると、実質金利にインフレターゲットとの差分と需給の差分を加算しているのだと分かり、理解しやすくなる。
望ましい実質政策金利 ＝ 均衡実質金利 ＋ {\displaystyle a_{\pi }} × インフレ目標との差分 ＋ {\displaystyle a_{y}} × 需給ギャップ
均衡実質金利の定義上、実質政策金利 ＜ 均衡実質金利 であれば需要を増やしインフレ率を高める働きがあり、実質政策金利 ＞ 均衡実質金利 であればその逆となる。

## テイラー原理
{\displaystyle a_{\pi }>0}に限れば、1パーセントだけのインフレーションの増大には、1パーセント以上の名目金利の上昇をするよう（特に、上記の方程式での二つの係数の和の{\displaystyle {\pi }_{t}}の、{\displaystyle 1+a_{\pi }}により）中央銀行は促すべきである。実質金利は（近似的に）名目金利からインフレーション分を差し引いたものであるから、{\displaystyle a_{\pi }>0}の規定が、インフレーションの上昇のときのために適用する、実質金利は増大すべきである。（インフレーションが働くよりも名目金利が増大するよう要求する）インフレーションが増大するときに実質金利が経済を冷ますよう「１対１以上に」増大すべきであることは、しばしばテイラー原理（英: Taylor principle）と呼ばれてきた。

## 批判
アタナシオス・オルファニデス（2003）は、政策立案者たちが実時間データに向かわせるので、テイラー・ルールは彼らを誤らしうることを主張する。彼は次の二つの事を示す：
1. これらの情報的な限界を説明する場合、テイラー・ルールは合衆国の基金金利に完全より劣って釣り合う。
2. 70年代の大インフレーションの時期では、テイラー・ルールに従った積極政策は劣ったマクロ経済の実行の結果を残しただろう。

2015年に、金融マネージャーのビル・グロスは、2009年以降のなまぬるいGDPの成長の事実では、テイラー・ルールは「今や歴史の大きなくずかごへ打ち捨てられるべきだ」と言った。低金利は低下する成長のための治療法ではなかったが、しかし問題の原因であった事とグロスは信ずる。